# Дмитрієвка (Первомайська сільська рада)
Дми́трієвка (рос. Дмитриевка, башк. Дмитриевка) — присілок у складі Мелеузівського району Башкортостану, Росія. Входить до складу Первомайської сільської ради.
Населення — 5 осіб (2010; 8 в 2002).
Національний склад:
- башкири — 75%